# Buddy O’Connor
Herbert William „Buddy“ O’Connor (* 21. Juni 1916 in Montreal, Québec; † 24. August 1977) war ein kanadischer Eishockeyspieler (Center), der von 1941 bis 1951 für die Canadiens de Montréal und New York Rangers in der National Hockey League spielte.

## Karriere
Aufgrund seiner geringen Größe hatte O’Connor während seiner Zeit als Juniorenspieler große Probleme eine Mannschaft zu finden. So lehnten die Royaux de Montréal seine Verpflichtung ab und er wechselte daraufhin zur Konkurrenz. Er beeindruckte das Management der Royals so sehr, dass man ihm ein Jahr später doch einen Vertrag anbot. Dort spielte er später in der Seniorenmannschaft, bis er mit 25 Jahren zur Saison 1941/42 den Sprung zu den Canadiens de Montréal in die NHL schaffte. 
Zusammen mit Pete Morin und Gerry Heffernan hatte er bereits bei den Royals die Razzle Dazzle Line gebildet. Nun spielten die drei gemeinsam in der NHL. Er entwickelte sich zu einem wertvollen Spieler bei den Canadiens und gewann mit seinem Team 1944 und 1946 den Stanley Cup.
Zur Saison 1947/48 wurde er zusammen mit Frank Eddolls unter anderem für Hal Laycoe an die New York Rangers abgegeben. Hier spielte er die beste Saison seiner Karriere. Mit 24 Toren und 60 Punkten stand er auf Platz zwei der Scorerliste. Als erster Spieler in der Geschichte der NHL wurde er mit der Hart Memorial Trophy und der Lady Byng Memorial Trophy in einer Spielzeit ausgezeichnet. In der folgenden Spielzeit zog er sich bei einem Autounfall eine Verletzung zu und verpasste so auch einige Spiele. An die Leistungen seiner ersten Saison in New York konnte er auch in den folgenden Jahren nicht anknüpfen. Nach der Saison 1950/51 verließ er die NHL und wechselte als Spielertrainer zu den Cincinnati Mohawks in der American Hockey League.
1988 wurde er mit der Aufnahme in die Hockey Hall of Fame geehrt.

## Sportliche Erfolge
- Stanley Cup: 1944 und 1946

### Persönliche Auszeichnungen
- NHL Second All-Star Team: 1948
- Hart Memorial Trophy: 1948
- Lady Byng Memorial Trophy: 1948
- AHL Second All-Star Team: 1952